# 李蛟禎
李蛟禎（？年—1644年），號層城，河南河南府嵩县人。明末政治人物。

## 生平
父李臣之，万历甲戌进士，官章丘知县。
萬曆四十三年（1615年）乙卯科河南乡试舉人，崇祯四年（1631年）辛未科进士。吏部观政，授长垣县知县，六年降补陕西按察司簡較，八年升鳳陽府推官，九年升户部贵州司主事，十一年管理浒墅钞关，本年升广西司员外郎，十二年升广西司郎中。出任岳州知府，十七年聞知京师陷落，自缢而死。

## 著作
著有《层城集》二十二卷。